# Wapiti
Wapiti ili kanadski jelen (lat. Cervus canadensis, en. Elk) je jedna od većih jelenjih vrsta i jedan od najvećih kopnenih sisavaca u Sjevernoj Americi i istočnoj Aziji. Od ostalih jelenjih vrsta (Cervidae), samo su los (Alces alces) i sambar (Rusa unicolor) jednaki veličinom kao wapiti. Wapiti je srodan običnom jelenu (Cervus elaphus) iz Europe. Dugo se vremena vjerovalo da je wapiti podvrsta običnog jelena. Dokazi u studiji iz 2004. godine temeljeni na mitohondrijskom DNK-u potvrdili su da se radi o drugoj vrsti.
Wapiti (Shawnee i Cree izraz za „bijela zadnjica”) je naziv za ovu vrstu jelena koji su koristili sjevernoamerički Indijanci, dok su europski doseljenici uglavnom koristili engleski naziv elk (sjevernoeuropski naziv za losa), pogrešno ih smatrajući vrstom losa. Vrsta je izvorno azijskog podrijetla, a u Ameriku je došla preko Beringije, kopnenog mosta preko Beringovog mora koji je postojao prije 16.500-13.000 godina. Wapiti uglavnom obitavaju u šumama umjerene klime Sjeverne Amerike, prije svega na Stjenjaku, i istočnim dijelovima juga sjeverne Azije. Kao strana vrsta uveden je i na Novi Zeland, Australiju i u Argentinu, a zahvaljujući velikoj prilagodljivosti wapiti ugrožavaju ove ekosustave i njihove endemske vrste.
Wapit se nalazi i na grbu jugozapadne kanadske pokrajine Britanske Kolumbije.

## Odlike
Mužjaci wapita dosežu visinu od oko 150 u razini ramena te dužinu oko 240 cm i teže do 315 kg. Imaju svjetlije, žućkasto-sivo krzno, dok su im glava, vrat i noge tamno smeđe, gotovo crni. Na bazi repa ima veliku žućkastu kupu. Rogovi mužjaka su veliki, s 5 do 6 šiljaka s iste strane i posljednjeg koji je oštro okrenut unatrag. Rogovi mogu biti teški do 16 kg, a mužjaci ih odbacuju svake godine.
Tijekom tjeranja mužjaci se upuštaju u rituale parenja koji uključuju šepurenje, borbe rogovima (sparring) i riku (bugling, rika mužjaka wapita) koja tjera druge mužjake a privlači ženke.
Wapiti su skloni raznim zaraznim bolestima od kojih su neke prenosive na domaću stoku. Do sada su u SAD-u pokušaji obuzdavanja zaraznih bolesti wapita uz pomoć vakcinacija imali tek polovičan uspjeh.
U nekim kulturama wapiti imaju duhovnu ulogu, pa se tako u nekim dijelovima Azije njihovi rogovi koriste kao lijek tradicionalne medicine. Wapite su ljudi oduvijek lovili, a njihovo meso je bogato proteinima; bogatije od govedine ili piletine.

## Podvrste
U Sjevernoj Americi je nekada živjelo šest podvrsta wapita od kojih su kandski wapiti (C. canadensis canadensis), koji je živio na jugoistoku Kanade i sjeverozapadu SAD-a, i merriamski wapiti (C. elaphus merriami), koji je nekad živio u Teksasu, Novom Meksiku i planinama Arizone, izumrle vrste. Današnje podvrste su:
- Rooseveltov jelen (C. elaphus roosevelti) je najveća vrsta wapita a u prirodi ih imao oko 117.000 jedinki u američkim saveznim državama Kaliforniji, Oregonu, Washingtonu i kanadskom otoku Vancouveru.
- Kalifornijski jelen (C. elaphus nannodes) je zaštićena podvrsta u Kaliforniji koja broji tek 3.200 jedinki.
- Wapiti stjenjaka (C. elaphus nelsoni) je najbrojnija podvrsta od 850.000 jedinki koje žive na širokom području od kanadske pokrajine Britanske Kolumbije do Novog Meksika u SAD-u.
- Manitobski wapiti (C. elaphus manitobensis) broji tek 21.000 primjeraka u sjevernim prerijama i šumama u i oko kanadske pokrajine Manitobe.
- Altajski wapit (C. canadensis sibiricus) obitava na Altajskom gorju.
- Tjanšanski wapiti (C. canadensis songaricus) obitava na gorju Tian Shan (Kirgistan, Kazahstan i kineska pokrajina Xinjiang).
- Mandžurski wapiti (C. canadensis xanthopygus) obitavaju od jugoistočnog Sibira, sjeverne Mongolije, u Mandžuriji i sjevernoj Koreji.
- Alašanski wapiti (C. canadensis alashanicus) je najmanja i najsvjetlija podrvsta wapita, a obitava u sjevernej Kini i Mongoliji.
- Gansuanski wapiti (C. canadensis kansuensis) je podvrsta koja obitava samo u kineskoj pokrajini Gansu.
- Sečuanski jelen (C. canadensis macneilli) živi u zapadnoj Kini, na granici s Tibetom.
- Tibetski jelen (C. canadensis wallichi) obitava u južnom Tibetu i Butanu.
- Kašmirski jelen (C. elaphus hanglu) je kritično ugrožena vrsta s tek 160 jedinki (prema popisu iz 2008.) u indijskoj državi Jammu i Kashmiru, čiji je također i državni simbol.

### Ostali projekti
|  | Zajednički poslužitelj ima stranicu o temi Wapiti   |
|  | Wikivrste imaju podatke o taksonu Cervus canadensis |